# بوريس الأول إمبراطور بلغاريا
بوريس الأول (بالبلغارية: Борис I)، عُرف أيضًا باسم بوريس-ميهاييل (ميخائيل) Boris-Mihail (Michael))) وبوجوريس (Bogoris) تُوفِيَ في 2 من مايو 907م. كان نياز (أمير) الإمبراطورية البلغارية الأولى في الفترة من 852م إلى 889م. عندما أُقيمَت معموديته في 864م، سُمِّي بوريس ميخائيل على اسم أبيه الروحي الإمبراطور ميخائيل الثالث. وقد لقبه المؤرخ ستيفين رونسيمان بواحدٍ من أعظم الأشخاص في التاريخ.
بالرغم من حدوث عددٍ من النكسات العسكرية، تميز حكم بوريس الأول بأحداثٍ هامة سطرت التاريخ البلغاري والسلافي. فقد تم التخلص من الدين الرسمي التقليدي للدولة وهو الديانة التنجريزية (Tengriism) مع تنصير بلغاريا. وبما أنه دبلوماسي ماهر، نجح بوريس الأول في أن يستغل الصراع القائم بين بطريركية القسطنطينية والبابوية الكاثوليكية ليضمن وجود كنيسة بلغارية ذات أسقف رئيس خاص بها، ومن ثمَّ استطاع التعامل مع قلق النبلاء بشأن التدخل البيزنطي في شؤون بلغاريا الداخلية.
لقد منح بوريس الأول أتباع القديسين كيرلس وميثوديوس (Saints Cyril and Methodius) الملجأ وقدم لهم المساعدة في تأليف الأبجدية السلافية واللغة السلافية حينما تم نفيهم من مورافيا العظمى في 885م. وبعد تخليه عن العرش في 889م، حاول ابنه الأكبر ووريثه استعادة الدين الوثني، لكن قام بوريس الأول بخلعه. وخلال مجلس بريسلاف الذي تلا هذه الواقعة، تم استبدال رجال الدين البيزنطيين بآخرين بلغاريين، كما تم استبدال اللغة اليونانية باللغة السلافية القديمة باعتبارها اللغة الرسمية للكنيسة والدولة.
يعتبر بوريس قديسًا في الكنيسة الأرثوذكسية، وأمير بلغاريا ومعمِّدها ومُساويًا للرسل (Equal-to-the-Apostles)، ويوم تقديسه هو 2 من مايو.

## حواش
1. ↑  Runciman, p. 152